# Club Atlético Argentino de Quilmes
El Club Atlético Argentino de Quilmes es un club de fútbol argentino fundado el 1 de diciembre de 1899. Su sede se encuentra en la ciudad de Quilmes, ubicada en el partido homónimo perteneciente a la provincia de Buenos Aires. Su estadio es conocido como Barranca Quilmeña y tiene capacidad para 5.000 personas. Participa en la Primera B, tercera división para los clubes directamente afiliados a la AFA.
El logro más importante en la historia del club fue el ascenso a la Primera División en 1938, tras salir campeón de la Primera B ganándole la final a su clásico rival Quilmes.
Es uno de los clubes que descendió a la Primera D habiendo llegado a participar de la Primera División junto con El Porvenir, Dock Sud y Sportivo Barracas, aunque fue el único que jugó en la máxima categoría profesionalmente.
El máximo rival del equipo es Quilmes, con quien disputaba el Clásico quilmeño, aunque el último encuentro oficial data del campeonato de 1981.
Además del fútbol, también el club tiene práctica de balonmano, básquet, vóley, tenis, paddle, taekwondo y natación. En su predio posee piletas, quinchos, parrillas, gimnasio, restaurante, salón para eventos y canchas de fútbol sintético. En temporada, también en el club, funciona una colonia para niños.

## Historia
Entre 1895 y 1899 había un equipo de fútbol llamado El Relámpago formado por estudiantes del Nacional de Buenos Aires, algunos de cuyos jugadores eran quilmeños. El Quilmes Athletic Club, entidad de raíces inglesas, monopolizaba el fútbol de Quilmes y, según el mito fundacional, no dejaban participar en su equipo a jugadores argentinos.
El 1 de diciembre de 1899 un grupo de estudiantes del Colegio Nacional de Buenos Aires, algunos de los cuales eran integrantes del equipo El Relámpago, fundó el Club Argentino de Quilmes para la práctica de fútbol. Sus socios fundadores eran jóvenes de clase alta y, algunos de ellos, como Julio Castellanos y Harold Torre -nacido en Inglaterra- jugaron también en el Quilmes Atlético Club. El primer presidente fue Julio Castellanos y la primera cancha estuvo ubicada en el terreno entre las calles Saavedra, Brown, Lavalle y Paso, donde levantaron una casilla como vestuario (aunque entre 1902 y 1904 jugó de local en la cancha del Quilmes Athletic Club).

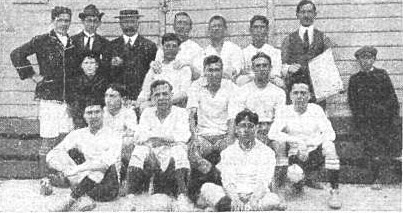
Plantel de Argentino de Quilmes de 1914.

Los fundadores establecieron normas propias que se diferenciaban del club vecino inglés, como por ejemplo a la costumbre de agasajar a los equipos visitantes con té y masas que ofrecía el Quilmes Athletic Club se la reemplazó por mate cocido (de aquí el apodo de la institución) con bizcochitos de grasa. Y como dato saliente, se logró castellanizar las reglas en la Asociación del Fútbol Argentino, que hasta la aparición de "El Mate", se regían con las normas inglesas.

En 1902 se afilió y comenzó a participar del fútbol oficial de Segunda División, en el Amateurismo, 24 temporadas. Luego del ascenso, en 1906 jugó en primera división y obtuvo los terrenos municipales en la barranca quilmeña, donde construyó su actual cancha.
Argentino de Quilmes fue el primer club que lució los colores nacionales en su camiseta, compuesta por cinco listones verticales celestes y blancos. El uso de la casaca con los colores nacionales ratificó su origen bien argentino tanto que el diseño de la camiseta luego fue y es la representativa de la Selección Nacional. Además se puede mencionar un dato no menor, que se produjo cuando un grupo de representantes de Racing Club de Avellaneda solicitó permiso para usar la misma camiseta. El permiso fue concedido con la condición de que la casaca de la entidad académica tuviera franjas más finas y llegara a siete.
En 1927 se construyó la primera tribuna enteramente de material con techo de chapa y en su interior se hicieron los vestuarios. Esta tribuna es de neto estilo inglés y aún se conserva como verdadera reliquia de nuestro fútbol, habiendo sido recientemente declarada patrimonio histórico del distrito de Quilmes. Entre los años 1912 y 1930 el Mate aportó varios jugadores a la selección, como el arquero Juan Bottaso, quien jugó la semifinal y final del primer campeonato mundial de fútbol en el año 1930, cuando Argentina se coronó subcampeón al caer con Uruguay. Posteriormente, los jugadores del club se rehusaron a vestir la casaca nacional, solidarizándose con otros futbolistas, razón por la cual la Federación tomó represalias y a partir de allí nunca más tuvo jugadores en el seleccionado.

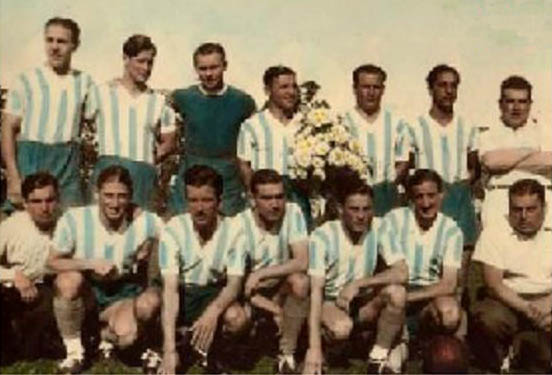
Plantel campeón en 1938.

Llegó a la máxima categoría del fútbol profesional de la AFA en 1938 al salir campeón de la Segunda División y ganarle a su rival Quilmes en las 2 finales, ya que ambos equipos habían igualado en puntos el primer puesto. En su única participación en la Primera División que en ese momento ya era profesional, obtuvo la peor performance en torneos largos de esta categoría: ganó solo 4 puntos en 34 partidos (1-1 vs Rosario Central, 3-3 vs Tigre, 0-0 vs Gimnasia de La Plata y 2-2 vs Platense). Durante 68 años ostentó el record de más partidos consecutivos sin ganar con 34, hasta que fue superado en 2007 por el club búlgaro FC Chernomorets Burgas, quien estableció el record de 43 partidos seguidos sin conocer la victoria. Actualmente el club argentino ostenta el cuarto récord en este rubro, el segundo es del club mexicano Tiburones Rojos de Veracruz con 41 en 2019, y el tercero es del equipo marroquí SCC Mohammédia con 40 en 2025.
Luego de que Argentino terminara subcampeón de la Primera C en el año 1944 detrás de Barracas Central, finalmente al año siguiente se consagraría campeón, lo que significó el regreso del Mate a la Segunda División la cual había abandonado en 1943.
Argentino de Quilmes en su campeonato de 1945, tiene un récord difícil de superar: hizo 89 goles en 20 partidos (4,45 de promedios de gol), el más alto en cualquier categoría de Ascenso.
Con su descenso a la Primera D en 2006 se convirtió en el segundo club en jugar en la última categoría del fútbol argentino habiendo jugado alguna vez en Primera, el primero fue el Club Sportivo Dock Sud, aunque Argentino de Quilmes hasta ahora es el único equipo que jugó en la quinta categoría del fútbol argentino habiendo disputado también la Primera División siendo esta profesional, ya que tanto Dock Sud como el resto de los equipos que comparten esta particularidad jugaron en la máxima categoría pero de forma amateur.
En el año 2013, precisamente el 11 de mayo, se consagró campeón de la Primera D y ascendió a la Primera C, con 12 victorias consecutivas y faltando 2 fechas para la finalización del torneo. Una semana después, el 19 de mayo, el equipo consiguió su victoria número 13, igualando el récord de partidos ganados que poseía San Lorenzo de Almagro. El 25 de mayo jugó de local contra San Martín de Burzaco, y consiguió ser el poseedor del récord absoluto, ganando 3 a 0, al llegar a 14 victorias consecutivas. Ese torneo que ganó se lo adjudicó habiendo jugado 34 partidos, obteniendo 27 triunfos, 2 empates y 5 derrotas, siendo el equipo que más puntos obtuvo en toda la historia de la Primera D: 83 puntos. También fue el equipo que más goles convirtió, 65, la valla menos vencida, con solo 19 goles en contra y teniendo al goleador del campeonato, Diego Leguiza, que convirtió 18 goles.
Para la temporada 2017-18, Argentino terminaría en la tercera posición y lograría llegar a la final del reducido por el ascenso, pero perdería la serie por penales frente a  JJ Urquiza.
Finalmente en la temporada 2018/19 el club ascendió tras quedar primero en el campeonato de la Primera C. Luego de 6 temporadas jugando en dicha categoría logró el ascenso a la Primera B Metropolitana, tercera división para los equipos directamente afiliados a la AFA. El equipo dirigido por Pedro Monzón obtuvo 69 puntos tras 20 victorias, 9 empates y 9 derrotas en 38 partidos.

## Clásico y rivalidades

### Clásico Quilmeño
|  | Para un completo desarrollo véase Clásico Quilmeño |

El clásico quilmeño, disputado entre Argentino de Quilmes y Quilmes Atlético Club, es el más antiguo del fútbol argentino disputado en primera división, ya que el primer enfrentamiento entre ambas instituciones ocurrió un 25 de mayo de 1906, con resultado favorable para Quilmes (3-1).
Posiblemente, el partido más importante entre ambos sucedió el 3 de diciembre de 1938, cuando el Cervecero y el Mate se enfrentaron en un partido de desempate por el ascenso a la Primera División. Aquel día, el equipo de la Barranca Quilmeña obtuvo la victoria por 1-0, logrando jugar por primera vez en la máxima categoría profesional (jugó 24 temporadas en el amateurismo). Por su parte, Quilmes finalizó segundo en el campeonato y tuvo que esperar hasta 1949 para conseguir el ascenso.
La realidad de ambos clubes siempre ha sido muy distinta, tanto es así que el último enfrentamiento oficial fue en 1981, con empate a 1. Sin embargo, la rivalidad perdura debido a la cercanía geográfica de las dos instituciones.

### Rivalidades
Rivaliza también con San Telmo y Dock Sud.

## Estadio de la Barranca Quilmeña

Platea techada y Monumento de Quilmes.

Popular local.

Está ubicado en la intersección de las calles Alsina y Cevallos de la ciudad de Quilmes, cabecera del partido homónimo, en la Provincia de Buenos Aires. Fue inaugurado en 1906 y tiene capacidad para aproximadamente 5.000 personas. El día 10 de abril de 1927 se inauguró la platea principal del estadio, hecha enteramente de material, que fue la primera tribuna de cemento en un estadio de fútbol en la República Argentina. Los asientos de la platea, pertenecían al antiguo estadio de Racing Club. Contiene techo de chapas de zinc en cuyo interior se hicieron los vestuarios, dejando atrás las clásicas casillas de madera. Esta tribuna continúa utilizándose hasta el día de hoy.
El 9 de noviembre de 2016 el Honorable Concejo Deliberante de Quilmes, a pedido de socios e hinchas del club, aprobó por unanimidad el proyecto de ordenanza que declara Monumento Histórico a la primera platea de cemento techada del país.
El 9 de noviembre de 2021, se ha comenzado a retirar los tablones de la ex tribuna visitante debido al mal estado de los materiales de la tribuna, tanto la madera de los tablones como el resto de su estructura, ya que en muchos años jamás ha recibido el debido mantenimiento para que continúe siendo segura en su uso.

### El Microestadio
El microestadio se llama "Roberto Cholo Morguen" en honor al expresidente de la institución.
A principios de la década del 90, surge la posibilidad de la realización de la obra más importante en la gestión de Roberto Morguen, ya que con la creación de la autopista Buenos Aires - La Plata, fueron expropiados gran parte de los terrenos pertenecientes a la entidad, y producto de ello Argentino recibió una importante suma de dinero como indemnización. Fue así que el 20 de noviembre del año 1992 se inauguró un espacio deportivo, cultural y social muy importante de la ciudad de Quilmes.
Es un espacio multiuso usado principalmente para el básquet, pero también para actividades como patín, balonmano, vóley, taekwondo y para eventos sociales exclusivos de la institución. Además, también se realizaron distintos tipos de espectáculos como los recitales de La Beriso, Las pastillas del abuelo, La Renga, La 25, Sergio Torres, Viejas Locas y peleas de Boxeo como las de Maravilla Martínez.
En la cima de este, como bien marca la identidad del club Quilmeño, se encuentra la escultura de un Mate. También cuenta con luces, lo que lo hace muy luminoso y llamativo por las noches.

### Campo deportivo
El club posee su campo de entrenamiento en la calle Alfonsina Storni, con ingreso por Cervantes, cerca del Río de Quilmes. El predio posee 4 canchas con medidas oficiales, vestuarios, bufé y un amplio estacionamiento.

## Uniforme
| Período       | Proveedor       |
| ------------- | --------------- |
| 1980-1981     | Topper          |
| 1982-1984     | Uribarri        |
| 1985-1989     | Fulvence        |
| 1989-1991     | Adidas          |
| 1991-1993     | Olan            |
| 1993-1995     | Nanque          |
| 1995-1997     | ED              |
| 1997-1999     | Taiyo           |
| 1999-2000     | Kalong          |
| 2000-2001     | Dana            |
| 2001-2002     | Olan            |
| 2002-2003     | Dana            |
| 2003-2005     | Solo Gol        |
| 2005-2006     | Sport 2000      |
| 2006-2011     | Dana            |
| 2011-2021     | Retiel          |
| 2021          | Casacas         |
| 2021-2022     | Vilter          |
| 2023          | Meglio          |
| 2023          | Masbar          |
| 2024-presente | Il Ossso Sports |

| Período       | Proveedor                             |
| ------------- | ------------------------------------- |
| 1980-1984     | El Cóndor                             |
| 1985-1989     | Fulvence                              |
| 1989-1991     | Soda Strubolini                       |
| 1991-1992     | Tuqsa                                 |
| 1992-1993     | Secotech                              |
| 1993-1995     | Quilmes Video Cable                   |
| 1995-1997     | Banco Quilmes                         |
| 1997-1999     | Ninguno                               |
| 1999-2001     | Ama                                   |
| 2001-2002     | Banco Ciudad                          |
| 2002-2003     | AJ Dissan                             |
| 2003-2004     | Buro                                  |
| 2004-2006     | OS Farma                              |
| 2006-2007     | Tapa Manía                            |
| 2007-2011     | Bingo Quilmes                         |
| 2011-2016     | Bingo Florencio Varela                |
| 2016-2017     | UTHGRA                                |
| 2017-2018     | Emmesol                               |
| 2018-2019     | Emmesol/Birra Nocera                  |
| 2019          | Virtual Pro Network/Birra Nocera      |
| 2021-2023     | Birra Nocera/De Simone                |
| 2024-presente | Birra Nocera/De Simone/Ama Lubricants |

## Jugadores

### Plantel y cuerpo técnico 2025
- Actualizado el 22 de marzo de 2025

### Altas 2023
| Altas               |               |                       |                 |       |
| Jugador             | Posición      | Procedencia           | Tipo            | Costo |
| Lucas Banegas       | Defensa       | Comunicaciones        | Libre           | -     |
| Lucas Blanco        | Mediocampista | Agropecuario          | Libre           | -     |
| Santiago Quatrocchi | Delantero     | Villa San Carlos      | Libre           | -     |
| Kevin Cassoratti    | Delantero     | Unidos de Olmos       | Libre           | -     |
| Alan Minaglia       | Arquero       | Botev Vratsa          | Libre           | -     |
| Joel Ortiz          | Delantero     | Brown de Adrogué      | Libre           | -     |
| Ian Schell          | Defensa       | Tristán Suárez        | Libre           | -     |
| Ramiro López        | Mediocampista | San Telmo             | Libre           | -     |
| Santiago Tizón      | Defensa       | San Martín de Burzaco | Libre           | -     |
| Ignacio Medina      | Mediocampista | Independiente         | Libre           | -     |
| Alejo Tello         | Arquero       | Gimnasia de Mendoza   | Préstamo        | -     |
| Juan Da Rosa        | Delantero     | Independiente         | Libre           | -     |
| Facundo Lando       | Defensa       | Sportivo Belgrano     | Libre           | -     |
| Matías Martínez     | Mediocampista | Sportivo Italiano     | Fin de Préstamo | -     |
| Agustín Cano        | Mediocampista | Atlético Nacional     | Préstamo        | -     |
| Javier Martínez     | Delantero     | Sportivo Peñarol      | Libre           | -     |
| Eduardo Méndez      | Defensa       | San Miguel            | Libre           | -     |
| Martín Lucero       | Mediocampista | Colegiales            | Préstamo        | -     |
| Lucas Arzamendia    | Defensa       | Central Córdoba (SdE) | Libre           | -     |
| Ignacio Lachalde    | Mediocampista | Midland               | Libre           | -     |
| Enzo Castro         | Delantero     | Deportivo Laferrere   | Libre           | -     |
| Agustín Velasco     | Mediocampista | Juventud Unida (SL)   | Libre           | -     |
| Ángel Stringa       | Delantero     | Almirante Brown       | Libre           | -     |
| Bruno Rodríguez     | Delantero     | Ciudad de Bolívar     | Libre           | -     |
| Juan Vivas          | Defensa       | Flandria              | Libre           | -     |
| Germán Cheppi       | Arquero       | Midland               | Libre           | -     |

### Bajas 2023
| Bajas               |               |                         |                 |       |
| Jugador             | Posición      | Destino                 | Tipo            | Cobro |
| Fabrizio Acosta     | Defensa       | Gimnasia de Mendoza     | Libre           | -     |
| Nicolás Morro       | Defensa       | Dock Sud                | Libre           | -     |
| Sebastián López     | Mediocampista | Bandera de ?            | Retiro          | -     |
| Lucio Nadalín       | Defensa       | Los Andes               | Libre           | -     |
| Tobías Torrielli    | Mediocampista | Guillermo Brown         | Préstamo        | -     |
| Franco Sosa         | Delantero     | Unión San Felipe        | Préstamo        | -     |
| Iván Sacino         | Mediocampista | Los Andes               | Libre           | -     |
| Guido Segalerba     | Defensa       | Los Andes               | Libre           | -     |
| Juan Manuel Trejo   | Mediocampista | Real Estelí             | Libre           | -     |
| Agustín Di Biase    | Arquero       | Fénix                   | Libre           | -     |
| Claudio Campostrini | Delantero     | Lamadrid                | Préstamo        | -     |
| Gonzalo Neila       | Arquero       | Ituzaingó               | Libre           | -     |
| Nicolás Muscio      | Mediocampista | Sportivo Belgrano       | Libre           | -     |
| Agustín Cano        | Mediocampista | Atlético Nacional       | Fin de Préstamo | -     |
| José María Aguirre  | Mediocampista | San Martín de Formosa   | Libre           | -     |
| Franco Coman        | Delantero     | Liniers de Bahía Blanca | Libre           | -     |
| Sebastián Martelli  | Mediocampista | Los Andes               | Libre           | -     |
| Braian Pedreira     | Defensa       | Germinal Rawson         | Libre           | -     |

### Jugadores destacados

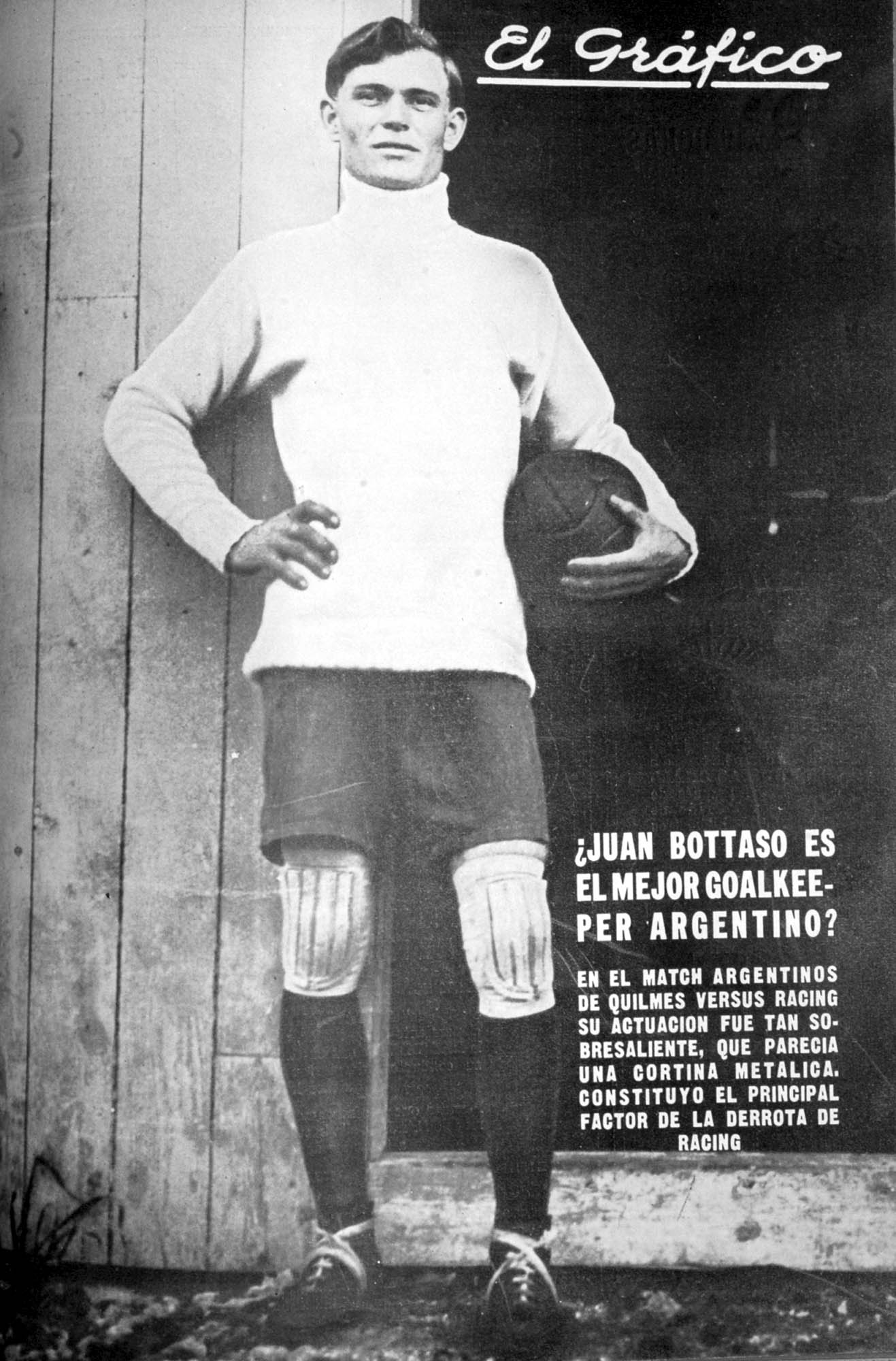
Botasso en la portada de El Gráfico de 1927, siendo arquero de Argentino de Quilmes.

Algunos jugadores destacados fueron:
- Juan Gayol: máximo goleador en la historia, con 115 goles.
- Juan Botasso: arquero de la selección argentina en la 1.ª Copa Mundial, Uruguay 1930.
- Adrián R. Leguizamón, arquero e ídolo de la institución, es el jugador que más veces vistió la casaca de Argentino de Quilmes, hasta 2021, 298 presencias.
- Cristian Tello: es el segundo jugador que más partidos vistió la camiseta, con 291 presencias.
- Otros destacados: Adrián "El Pirata" Czornomaz, Juan Gayol, Norberto López, Julio Ángel, Héctor Llorente, Ángel Regina, Roberto Parada, Fabián Cecconato, Oscar Toledo, Miguel Ángel Gutiérrez, Ricardo Zielinski, Fabián Lapolla, Claudio Filosa, Diego Leguiza, Ramón Borda, Hugo R. Aimetta, entre otros.
- Durante la temporada de 1978 una gloria del fútbol argentino culminó su carrera jugando en Argentino de Quilmes: Ángel Clemente Rojas.
- Otra gloria del fútbol nacional que jugó en Argentino de Quilmes fue Juan Ramón Verón a principios de la década de los 80.

## Datos del club
Actualizado hasta la temporada 2025 inclusive.
- Temporadas en Primera División: 25 (1906-1910, 1912-1918, 1923-1934, 1939)
- Temporadas en Segunda División: 41
  - Temporadas en Primera B: 32 (1902-1905, 1911, 1919-1922, 1934-1938, 1940-1941, 1943, 1946-1957, 1964-1969, 1977-1982)
  - Temporadas en la Primera Nacional: 0
- Temporadas en Tercera División: 39
  - Temporadas en Primera C: 20 (1942, 1944-1945, 1958-1963, 1970-1976, 1983-1986)
  - Temporadas en Primera B: 19 (1989/90, 1993/94-2003/04, 2019/20-presente)
- Temporadas en Cuarta División: 15
  - Temporadas en Primera C: 15 (1986/87-1988/89, 1990/91-1992/93, 2004/05-2005/06, 2013/14-2018/19)
- Temporadas en Quinta División: 7
  - Temporadas en Primera D: 7 (2006/07-2012/13)

### Máximas goleadas
| Categoría        | Resultado (En contra) | Rival            | Temporada |
| ---------------- | --------------------- | ---------------- | --------- |
| Primera División | 9 - 1                 | Quilmes          | 1906      |
| Primera B        | 7 - 1                 | Estudiantes      | 1938      |
| Primera C        | 8 - 0                 | Boulogne         | 1942      |
| Primera C        | 8 - 0                 | Liniers          | 1976      |
| Primera C        | 8 - 2                 | Excursionistas   | 1989      |
| Primera C        | 7 - 2                 | Leandro N. Alem  | 1989      |
| Primera C        | 6 - 1                 | Barracas Central | 2006      |

### Segundo récord argentino de victorias consecutivas
Argentino de Quilmes es el dueño del segundo récord de victorias consecutivas en el fútbol argentino.
El equipo que más victorias consecutivas logró en el fútbol argentino es el Club Atlético Lanús con 15 partidos, logrados en el torneo de Primera C de 1981.
El récord Mate fue de 14 triunfos consecutivos y lo consiguió en el año 2013.
El partido que le dio esté récord fue la victoria del día 25 de mayo jugando de local con San Martín de Burzaco, donde el equipo de La Barranca le ganó por 3-0, abandonando la categoría D.
Logró superar el récord que hasta esa fecha tenía el equipo de San Lorenzo de Almagro con 13 victorias consecutivas.

## Palmarés

### Torneos nacionales
| Competición                         | Títulos (5)      | Subcampeonatos (12)          |
| ----------------------------------- | ---------------- | ---------------------------- |
| Segunda División de Argentina (1/1) | 1938             | 1966                         |
| Tercera División de Argentina (1/5) | 1945             | 1944, 1958, 1959, 1970, 1976 |
| Cuarta División de Argentina (2/2)  | 1988-89, 2018-19 | 1991-92, 1992-93             |
| Quinta División de Argentina (1/1)  | 2012-13          | 2011-12                      |
| Copa Competencia Jockey Club (0/1)  |                  | 1908                         |
| Copa Competencia La Nación (0/2)    |                  | 1913, 1914                   |

### Otros logros oficiales
| Competición                     | Éxito                  |
| ------------------------------- | ---------------------- |
| Ascensos a Primera División (3) | 1905, 1911, 1922       |
| Ascensos a Primera B (2)        | 1976, Reducido 1992-93 |

### Copas no oficiales
- Copa Amistad 1993

## Ascensos y descensos
Era Amateur
- Segunda División a Primera División  1905
- Primera Division a Segunda División 1910
- Segunda División a Primera División  1911
- Primera Division a Segunda División 1918
- Segunda División a Primera División  1922

Era Profesional
- Primera B a Primera Division 1938
- Primera Division a Primera B 1939
- Primera B a Primera C 1941
- Primera C a Primera B 1942
- Primera B a Primera C 1943
- Primera C a Primera B 1945
- Primera B a Primera C 1957
- Primera C a Primera B 1963
- Primera B a Primera C 1969
- Primera C a Primera B 1976
- Primera B a Primera C 1982
- Primera C a Primera B 1988-89
- Primera B a Primera C 1989-90
- Primera C a Primera B 1992-93
- Primera B a Primera C 2003-04
- Primera C a Primera D 2005-06
- Primera D a Primera C 2012-13
- Primera C a Primera B 2018-19

## Hinchada
El nombre de su hinchada es "La banda del Mate". El apodo surge ya que a diferencia de su clásico de origen Inglés, que tomaban té en el club, estos servían mate cocido.
La hinchada de Argentino de Quilmes tiene amistad con la de Tristán Suárez, que llevan casi 40 años compartiendo tribunas y asados. También, hay una buena relación con Tigre.
Además de una lógica rivalidad con Quilmes, la hinchada tiene enemistad con Berazategui, Colegiales, Defensores de Belgrano, Dock Sud, San Telmo y  Excursionistas.
El día del hincha Mate se festeja el 10 de diciembre, conmemorando el ascenso a la  Primera División en 1938.